# Wee Wee Cay
Wee Wee Cay är en ö i Belize. Den ligger i distriktet Stann Creek, i den sydöstra delen av landet, 90 km sydost om huvudstaden Belmopan.